# Old Dog New Tricks
Old Dog New Tricks er det nittende episode af den femte sæson af den amerikanske musikalske tv-serie Glee , og 107. episode samlet set. Episoden er skrevet af skuespiller Chris Colfer og instrueret af Bradley Buecker, det blev sendt på Fox i USA den 6. maj 2014. Episoden havde tre særlige gæstestjerner: June Squibb, Billy Dee Williams og Tim Conway.

## Plot
Kurt Hummel (Chris Colfer), der er til middag med sine venner, beder dem om at slutte sig til ham til en matinéforestilling på mandag, men alle har andre planer. Rachel Berry (Lea Michele) opdager, at sladderbladerne allerede er fyldt med hendes nylige fravær fra Funny Girl, og at producenterne er rasende. Santana Lopez (Naya Rivera) tilbyder at være Rachels PR-agent, og antyder, at de finder en velgørende årsag; da Rachel ser en kvinde putter hendes hund i en sæk og protesterer så kvinden ikke misbruger dyret, og hun indser, at hun har fundet sin årsag.
Kurt er på vagt på Starlight Diner, da en ældre kvinde beder ham om at sætte en plakat for en produktion af Peter Pan på Lexington plejehjem for pensionerede kunstnere, hvor hun bor. Hun opdager at han føler sig nede, og tilbyder at lytte til hans problemer. Bagefter, finder han ud af, at hun er Maggie Banks (June Squibb), en tidligere Broadway-stjerne, og hun opfordrer ham til at se deres prøver.
Ved en redningsaktion af en kennel, overbeviser Rachel og de andre personale til at lade hende til at iscenesætte en velengørenhedsshow. Da Kurt finder ud af det, spørger han, om han kan synge ved det, men får et nej: det skal kun Rachel, Mercedes (Amber Riley) og Santana. Rachels første PR-stunt "Broadway Bitches", hvor hun lufter hunde, bliver til en katastrofe: hundene slæber hende med sig, hvilket bliver taget billeder af paparazzi. Hjemme, Santana beroliger hende ved at beskrive de næste skridt i deres kampagne.
Kurt besøger Peter Pan generalprøven på plejehjemmet. Kort efter sin ankomst, dør den kvinde der spiller Peter. Kurt tilbyder at spille Peter at forhindre, at produktionen fra at blive aflyst, men de insisterer på at han skal til audition først. Han foreslår senere, at de opdatere musikken til showet for at gør det friskt. Maggie modtager blomster fra hendes datter Clara (Melinda McGraw), en højprofileret advokat, der vil være ude af byen, når showet vises, men en sygeplejerske afslører overfor Kurt, at Clara ikke besøger sin mor, og blomsterne blev sendt af Maggie selv. Kurt besøger efterfølgende Clara, for at opfordre hende til at komme til showet, men hun er stadig fortørnet over, at være blevet forsømt, da hun var yngre af sin ambitiøse mor. Kurt opdager senere, at Rachel og Santana ikke vil komme til showet enten, fordi deres velgørenhedsshow er samme dag som hans forestilling, selv om der er flere timer senere.
Efter Sam Evans (Chord Overstreet) adopterer en hvalp, navngiver ham McConaughey, og bringer hunden tilbage til deres lejlighed på trods af overbevisende indsigelser fra Mercedes. Mens han og Artie (Kevin McHale) spiller videospil, ødelægge hunden en række ting herunder Mercedes' sko og hårting, så hun beslutter at hvalpen skal returneres. I stedet for at retunerer hunden, arbejder Sam med Artie med at træne McConaughey, som mødes med succes; ,en i sidste ende overbeviser Mercedes Sam om, at de begge har for travlt til at give en hund den opmærksomhed, den fortjener, ligesom hun har erkendt, at Sam ville være en ansvarlig kæledyrsejer.
Blaine (Darren Criss  hjælper Kurt med at blive klar før showet. Kurt spørger Maggie, om hun vil være hans stedfortræderfamilie, da hans New York venner har så travlt; de er enige om at være familie for hinanden. Han opdager senere, at hans venner er kommet for at se showet. 

## Produktion
Episoden blev skrevet af Chris Colfer. Det blev oprindeligt rapporteret, at han ville skrive en episode den 17. marts 2014, og kort efter sagde han i et interview, at det ville være det nittende episode af sæsonen. Episodens instruktør var executive producer Bradley Buecker, og den første dag af optagelserne var den 4. april 2014.
Colfer var blevet bedt om at skrive episoden, og han havde ikke forventet tilbuddet. Han bemærkede, at han fik en stor skriftligt bredde for hans manuskript; hans eneste restriktioner var, at han "ikke kunne slå op med Blaine og [han] kunne ikke dræbe nogen." Han fik også lov til at vælge de tre sange, der anvendes til hans karakter Kurts historie; de to andre sange blev udvalgt af resten af seriens forfattere.
Colfer sagde, at han sigtede efter en "klassisk Glee" følelse, og "ønskede at lave en historie om underdogs"; som sine "to foretrukne ting i livet er dyr og gamle mennesker", gjorde han det klart, at inkludere begge grupper i historien.

## Eksterne links
- Old Dog New Tricks på Internet Movie Database (engelsk)
- Old Dog New Tricks hos TV.com (engelsk)